# Nicanor Perlas
 (décembre 2021).
 (14 août 2025).
Le texte peut changer fréquemment, n’est peut-être pas à jour et peut manquer de recul. N’hésitez pas à participer, en veillant à citer vos sources.
Nicanor Jesús Pineda Perlas III, dit Nick Perlas, né le 10 janvier 1950 à Manille (Philippines) et mort à Angat (Bulacan) le 14 août 2025, est un ingénieur agronome et militant philippin opposé à la « mondialisation économique et élitaire » aussi bien dans son pays qu’au niveau international. 
Il est lauréat du Palmarès mondial des 500 (1994) et du Right Livelihood Award (2003).

## Biographie
Nicanor Jesús Perlas Pineda naît le 10 janvier 1950 à Manille (Philippines).

### Carrière

#### Bannissement des pesticides
En 1994, le Programme des Nations unies pour l'environnement (PNUE) accorde à Nicanor Perlas la récompense Global 500 (ou Palmarès mondial des 500) pour son travail sur le bannissement des pesticides et sur l'agriculture biologique. Le jury estime que Nicanor Perlas a résolu avec succès le problème de l'agriculture sans pesticides : son approche a permis un accroissement de la récolte et du revenu des cultivateurs,. 

#### Politique
Après avoir été dans un premier temps exclu par la commission de qualification pour l'élection présidentielle philippine de 2010, Nicanor Perlas est finalement autorisé à se porter candidat. Il obtient 54 575 voix (0,15 % des suffrages exprimés).

#### Pandémie de Covid-19
Pendant la pandémie de Covid-19, Nicanor Perlas s'oppose à la vaccination obligatoire, notamment à travers le site internet COVID-19 Call to Humanity, et affirme que les vaccins sont des armes biologiques pour un génocide de masse.

## Publications
- La société civile : le 3e pouvoir : Changer la face de la mondialisation, éditions Yves Michel, 2003
- (en) Shaping Globalization : Civil Society, Cultural Power and Threefolding, New Society Publishers, 2003